# Sahagún
Sahagún je město a obec ve Španělsku, součást autonomního společenství Kastilie a León a Leónské provincie. Leží v oblasti Tierra de Campos. Ve městě žije přibližně 2 400 obyvatel.
V Sahagúnu se nachází několik příkladů rané mudéjarské architektury. Leží na Svatojakubské cestě, na půl cesty mezi St. Jean Pied de Port a Santiagem de Compostela. V roce 1808 zde proběhla bitva u Sahagúnu mezi Brity a Francouzi.
První osada na tomto místě vyrostla kolem nedalekého benediktinského kláštera zasvěceného světcům Facundovi a Primitivovi. Předpokládá se, že název Sahagún pochází ze zkratky a variace na jméno San Fagun („Svatý Facundus“).

## Vesnice
- Arenillas de Valderaduey
- Celada de Cea
- Galleguillos de Campos
- Joara
- Riosequillo
- Sahagún
- San Martín de la Cueza
- San Pedro de las Dueñas
- Sotillo de Cea
- Villalebrín
- Villalmán

## Klášter
Klášter nabyl na významu za vlády Alfonse III. Asturského a vrcholu dosáhl za vlády Alfonse VI. Kastilského. Dne 25. listopadu 1085 Alfons IV. vyhlásil edikty známé jako Fuero de Sahagún, které daly klášteru a městu řadu privilegií a podpořily jeho růst.
Ve 14. století zde sídlila univerzita. V 19. století byl klášter zrušen a stavba téměř úplně zbořena.

## Významní obyvatelé
- Bernardino de Sahagún
- Sv. Jan ze Sahagúnu

## Galerie

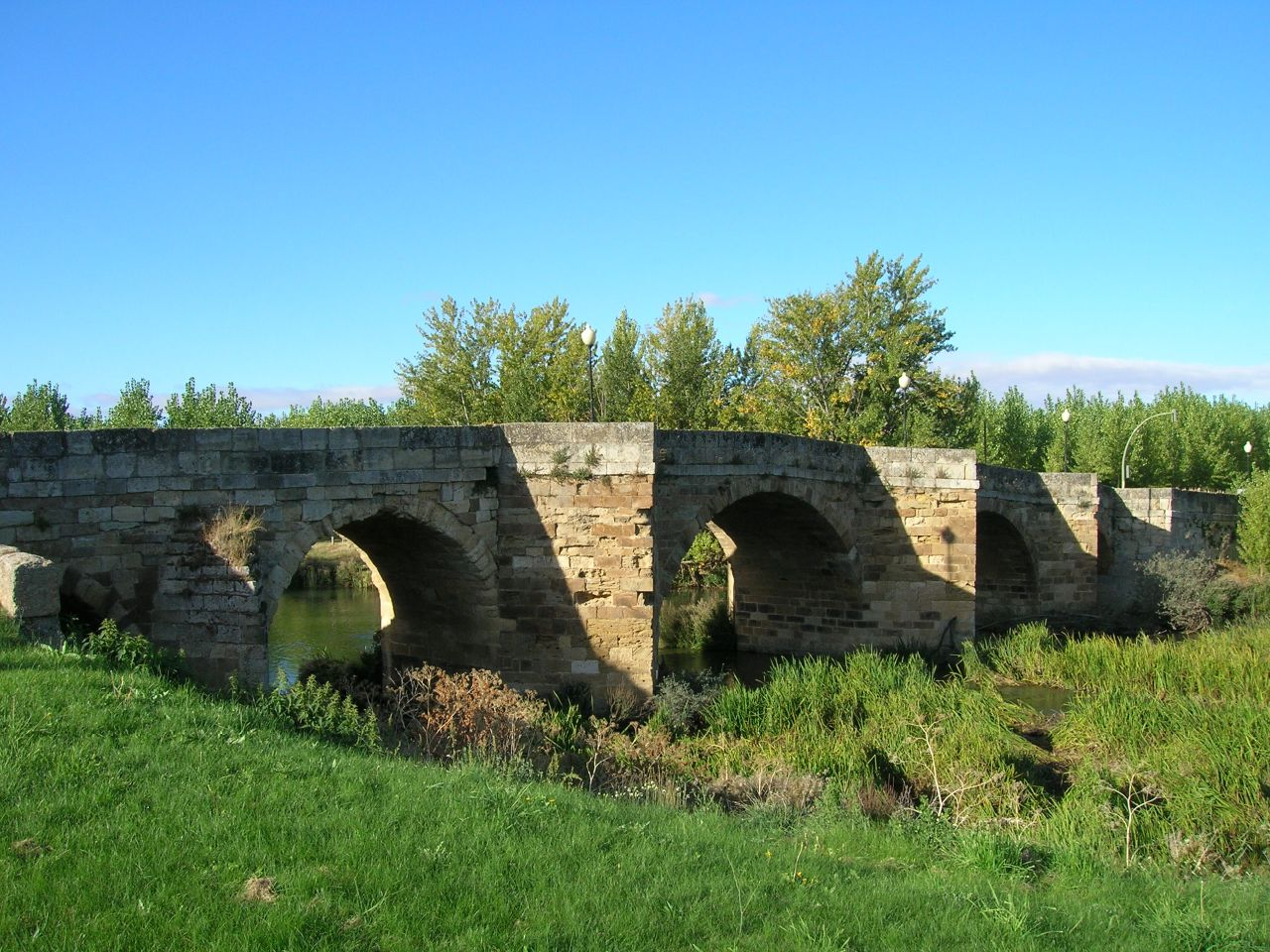
Římský most
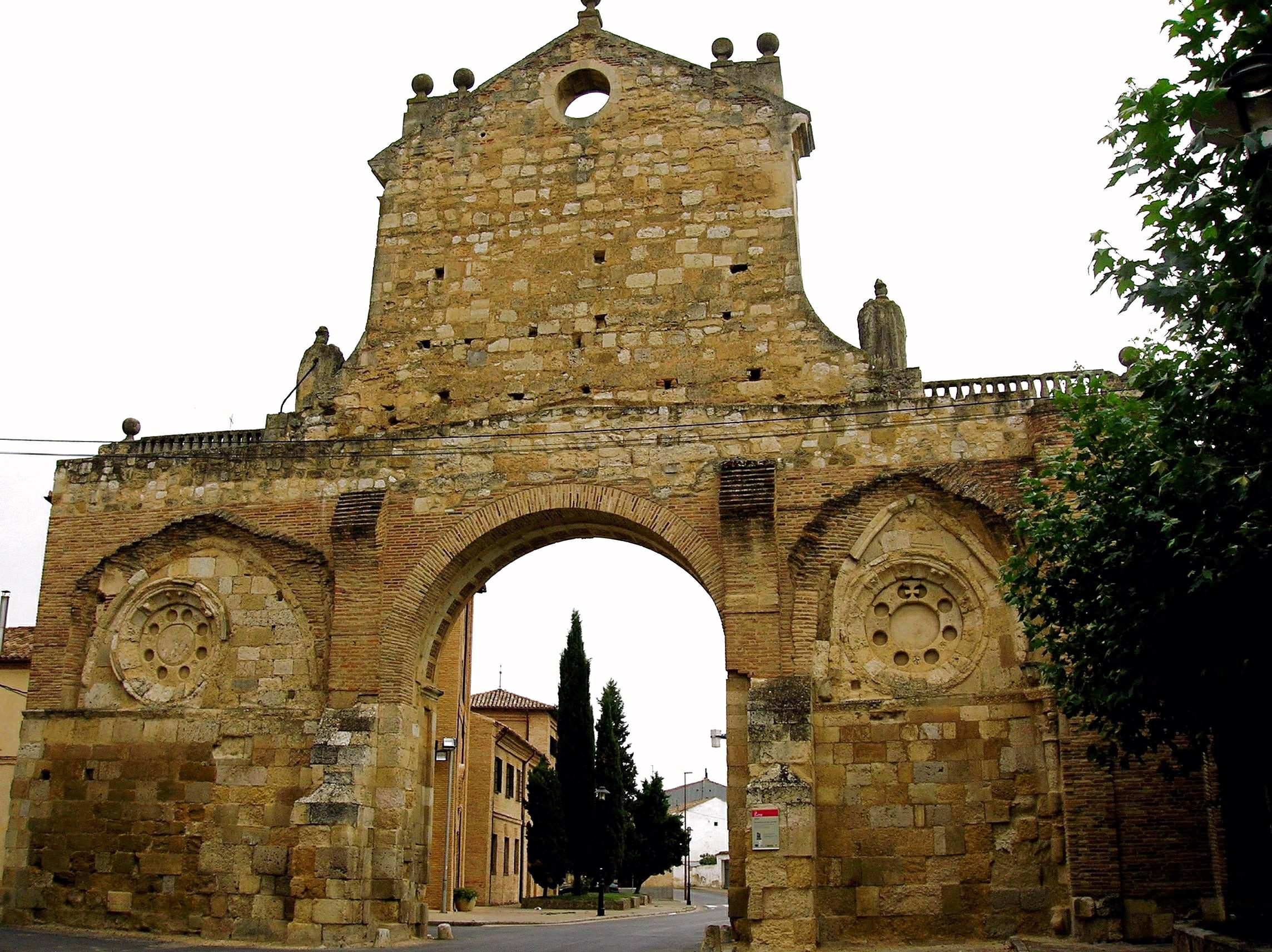
Oblouk Sv. Benita
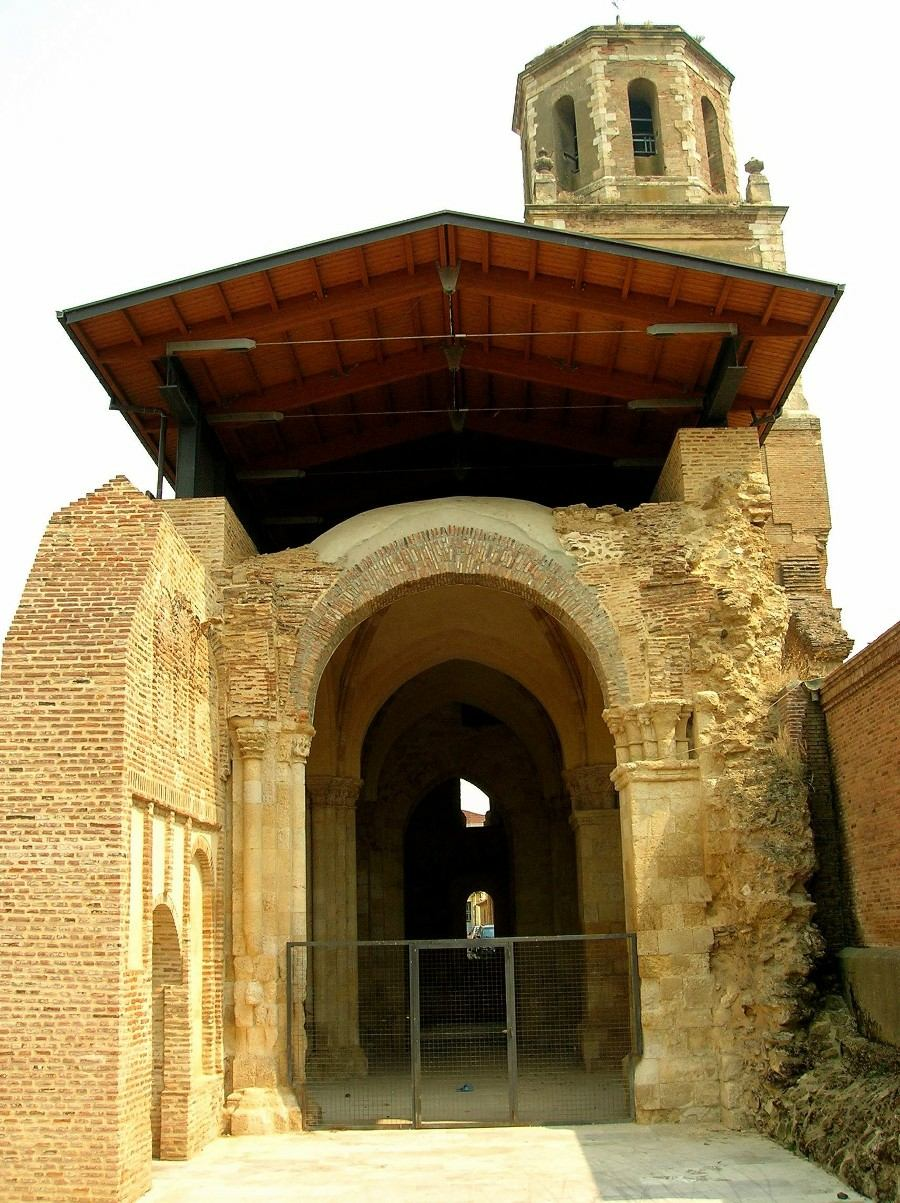
Kaple Sv. Mancia
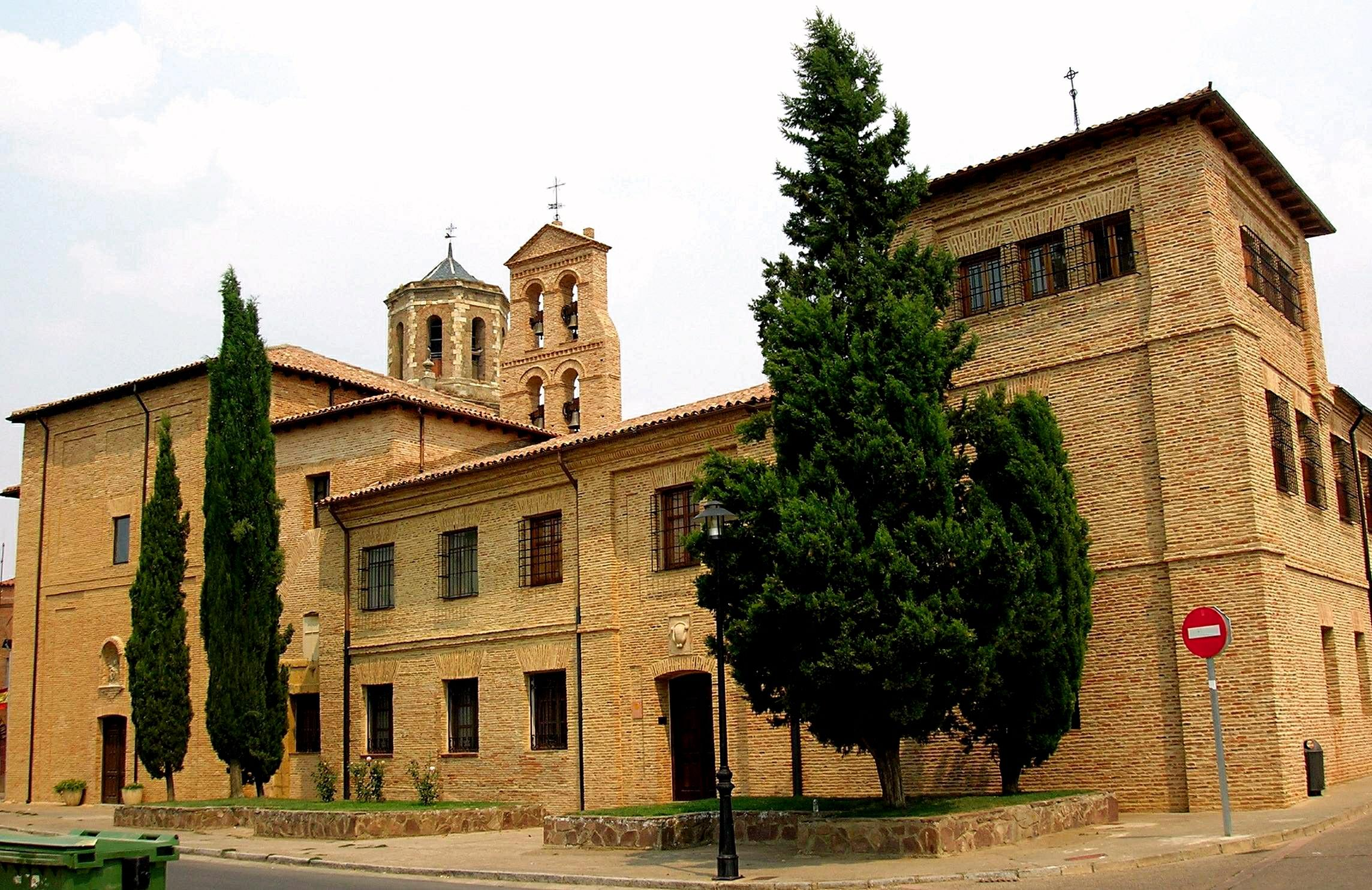
Klášter sv. Kříže
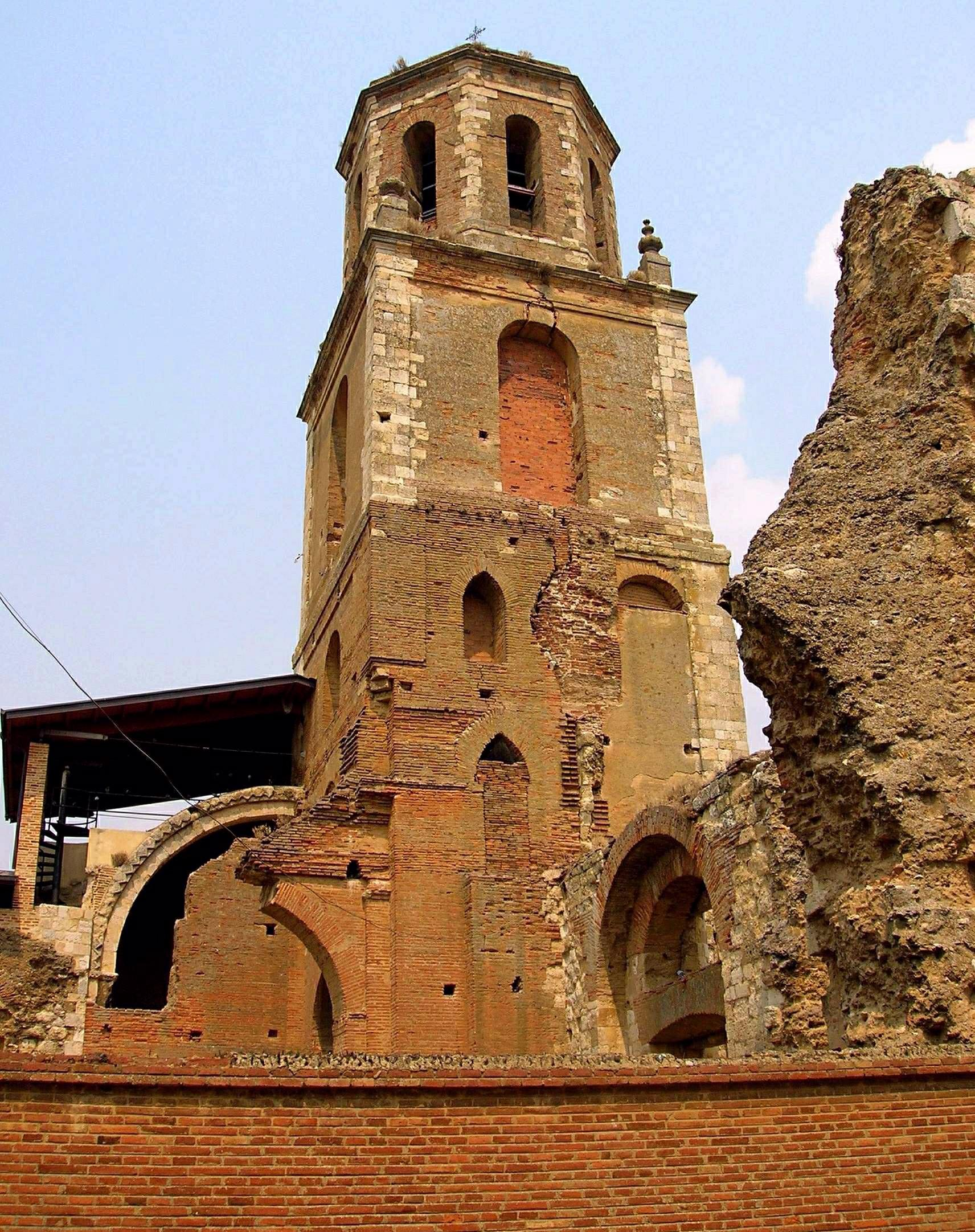
Hodinová věž
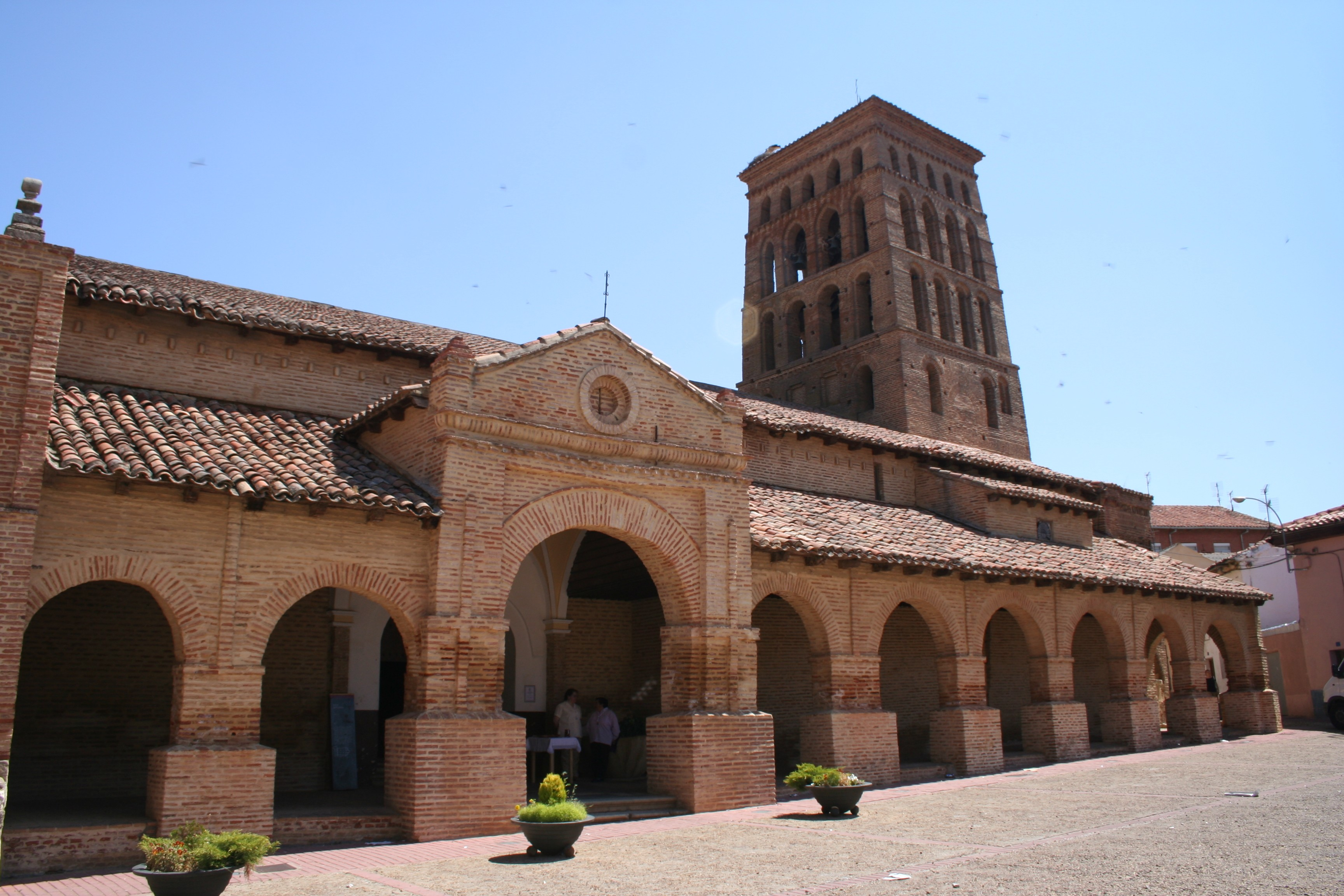
Kostel sv. Lorenza
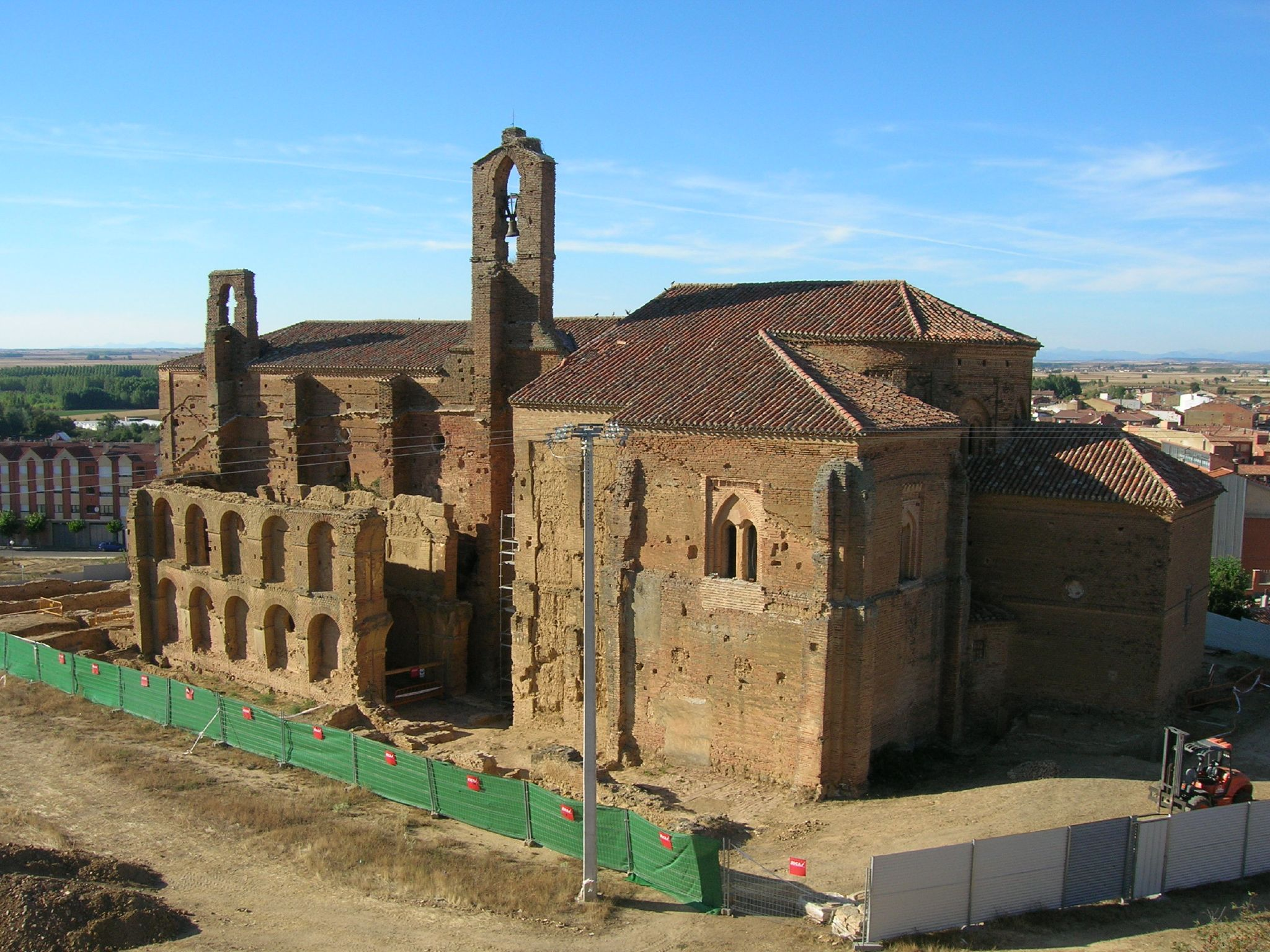
Kostel Panny Peregriny
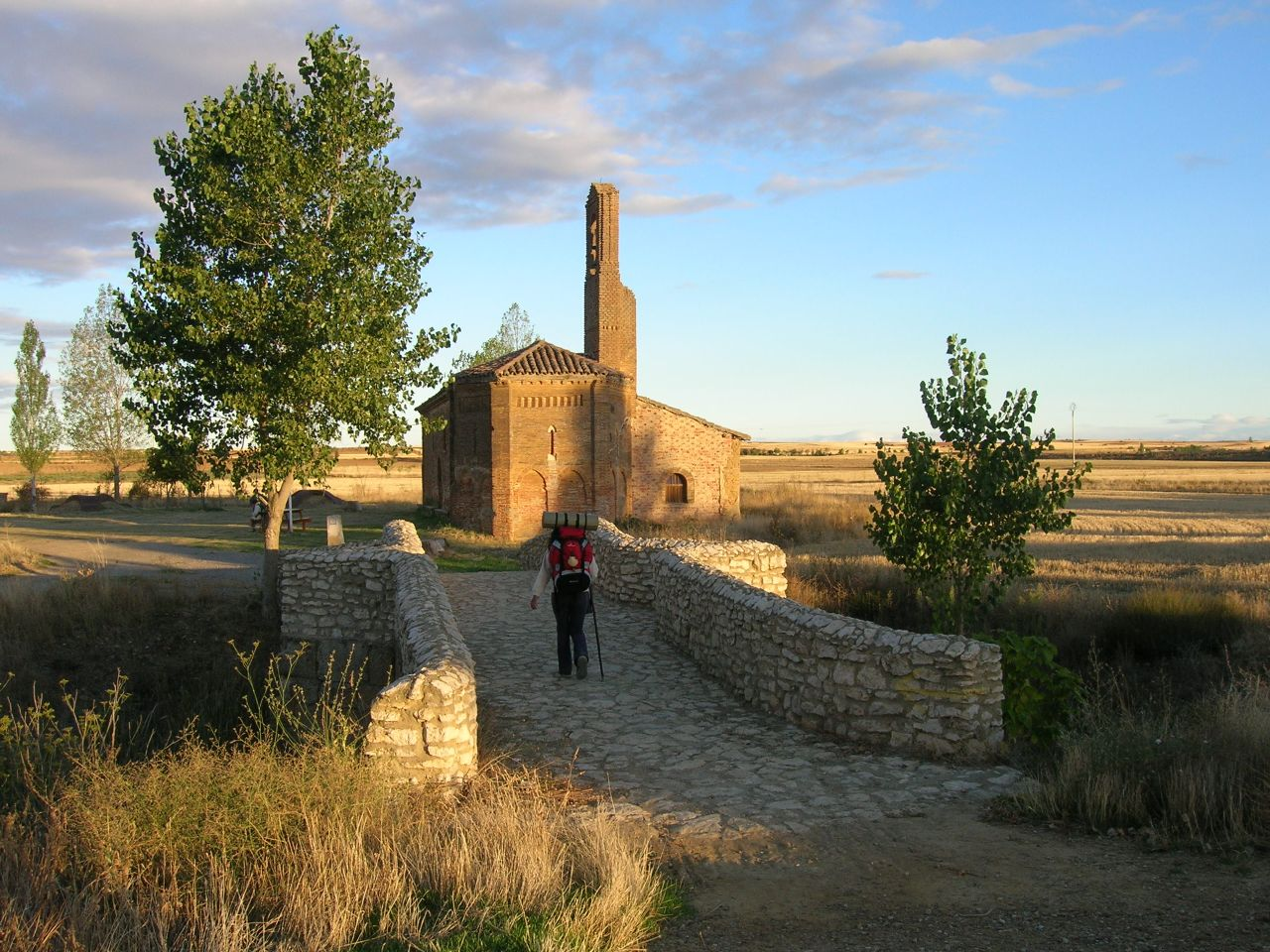
Ermitáž Panny mostu
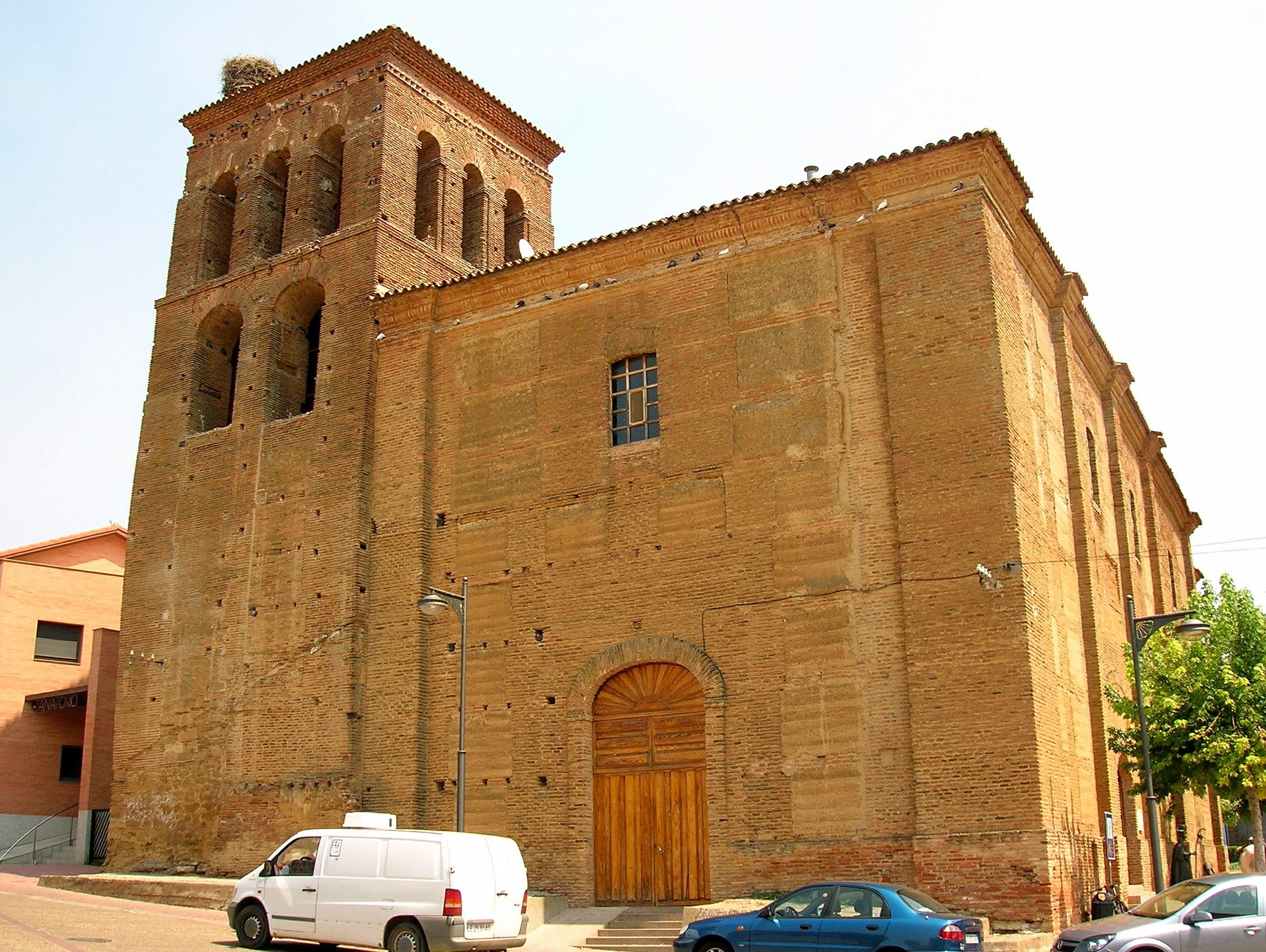
Kostel La Trinidad
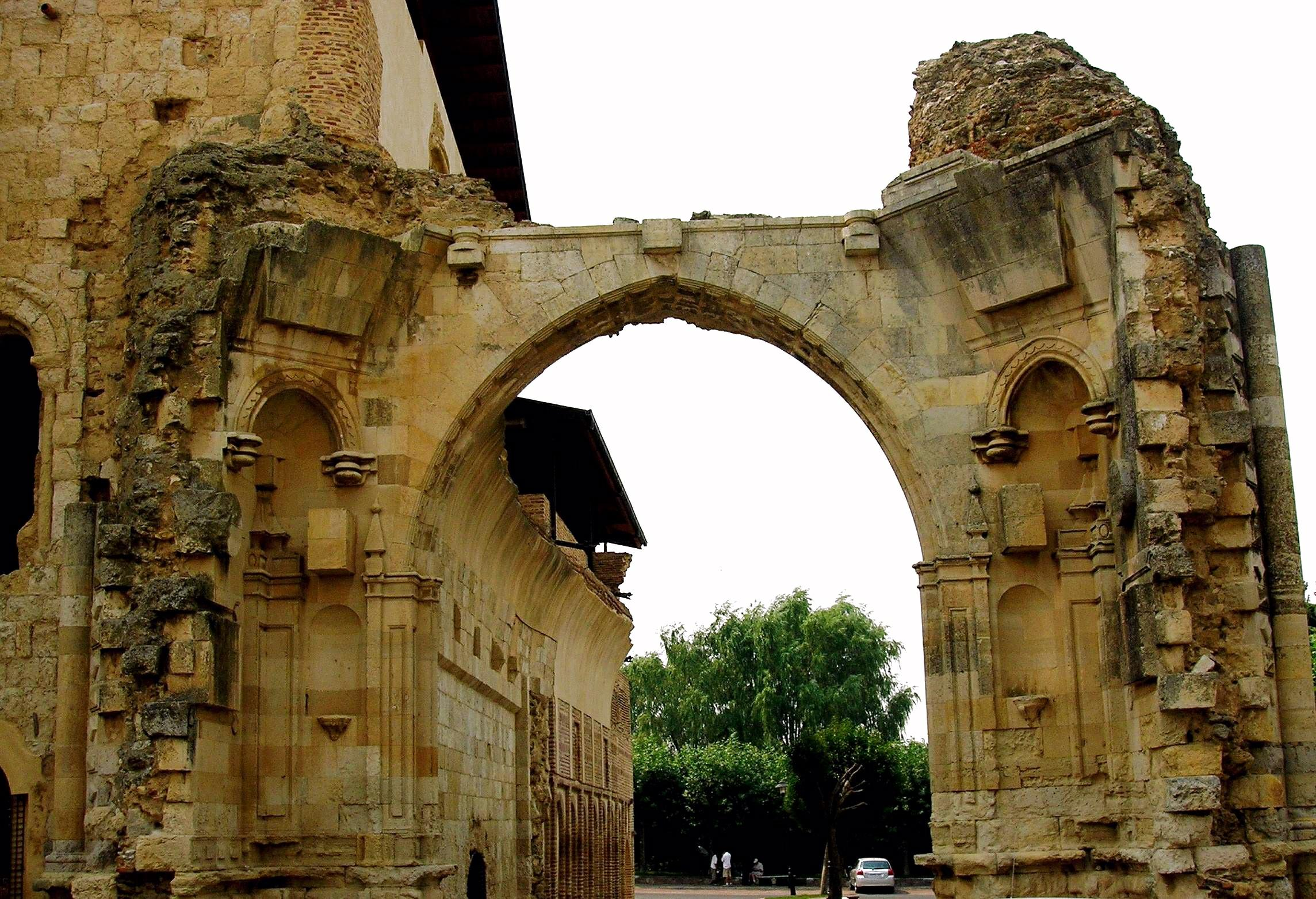
Klášter sv. Benita
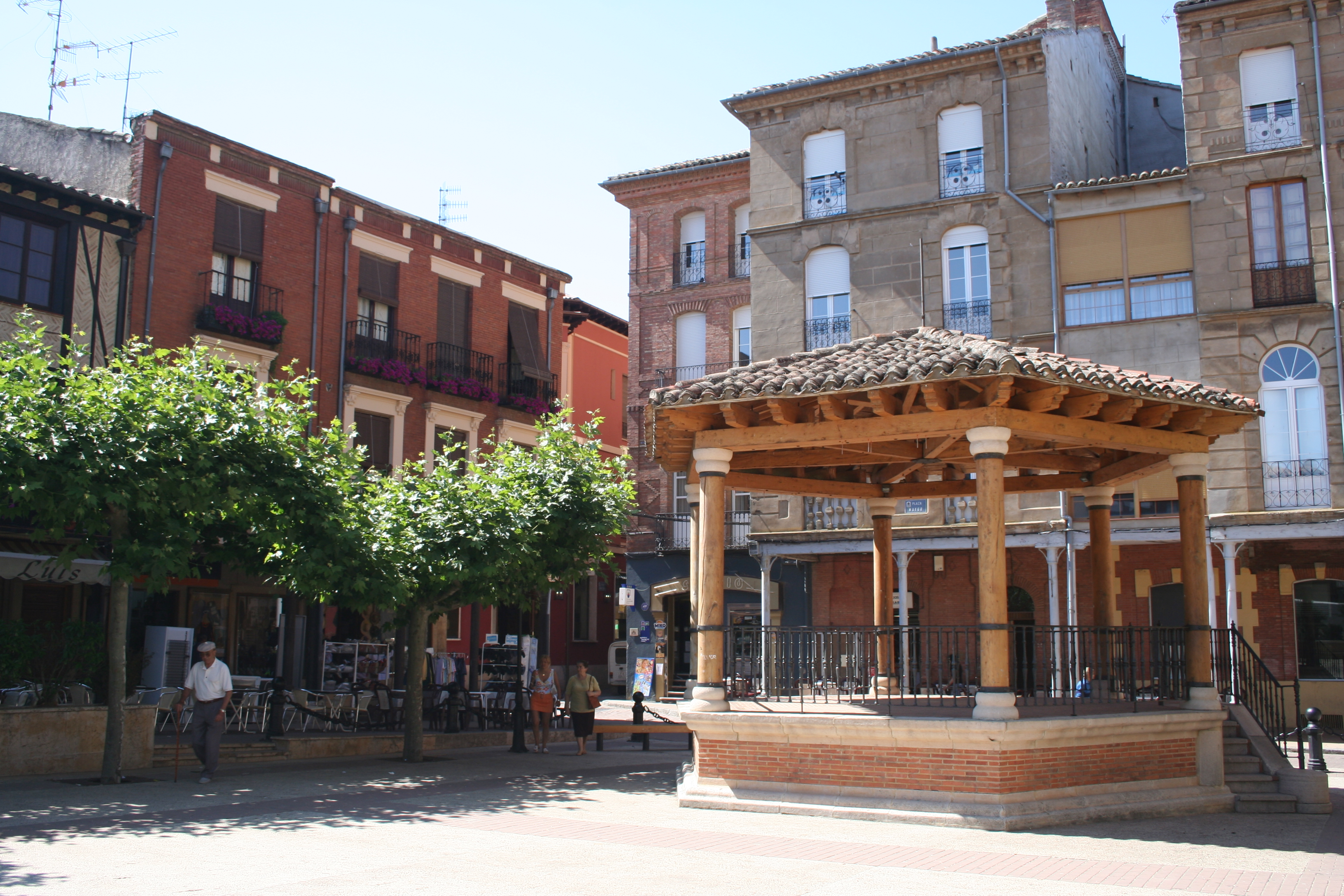
Ulice v Sahagúnu